# Antoni Majchrzak

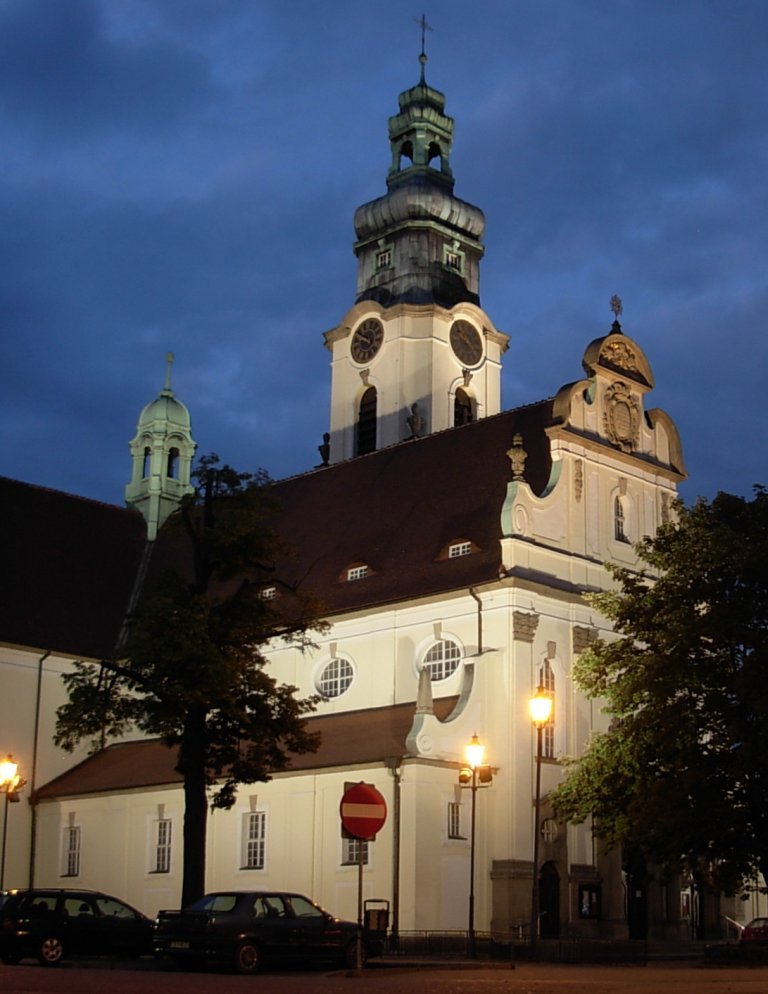
Kościół Najświętszego Serca Pana Jezusa w Bydgoszczy, w którym w latach 1961-1983 pracował ks. Antoni Majchrzak

Antoni Majchrzak (ur. 1907 w Szczonowie zm. 1983 w Bydgoszczy) – ksiądz katolicki, wieloletni proboszcz w parafii Najświętszego Serca Pana Jezusa w Bydgoszczy, dziekan.

## Życiorys
Urodził się 5 stycznia 1907 r. w Szczonowie, w powiecie jarocińskim. Był synem Stanisława, rolnika i Antoniny z Błaszczyków. W latach 1921–1927 uczęszczał do gimnazjum im. Tadeusza Kościuszki w Jarocinie, gdzie też złożył egzamin dojrzałości. We wrześniu 1927 r. wstąpił do Seminarium Duchownego w Poznaniu, po czym studia teologiczne kontynuował w Arcybiskupim Seminarium Duchownym w Gnieźnie. Święcenia kapłańskie przyjął 12 czerwca 1932 r. w Gnieźnie.

### Katecheta w Bydgoszczy
Pracę duszpasterską rozpoczął w lipcu 1932 r. jako wikariusz w parafii Świętej Trójcy w Bydgoszczy. W 1934 r. został kontraktowym nauczycielem religii w Państwowym Seminarium Nauczycielskim Męskim w Bydgoszczy i w Szkole Przemysłowej. W latach 1935–1937 uczył religii w Państwowym Seminarium Nauczycielskim, a w 1937–1939 w Państwowym Gimnazjum im. Marszałka Józefa Piłsudskiego w Bydgoszczy. Dodatkowo był także katechetą w Prywatnym Gimnazjum Krawieckim oraz na kursach Polskiego Białego Krzyża dla podoficerów i Towarzystwa Nauczycieli Szkół Wyższych. W czerwcu 1937 r. z polecenia prymasa Polski wyjechał na 6 tygodni do Francji, gdzie prowadził działalność duszpasterską wśród Polaków. Był cenionym pedagogiem, lubianym przez młodzież, lojalnym wobec władz świeckich.

### Losy w okresie okupacji hitlerowskiej
Po najeździe Niemiec na Polskę we wrześniu 1939 r. opuścił Bydgoszcz i udał się do Czeszewa koło Jarocina. Tam w październiku 1941 r. został aresztowany w kościele i wywieziony do Fortu VII w Poznaniu, a następnie do niemieckiego obozu koncentracyjnego w Dachau, gdzie otrzymał numer obozowy 28431. Przetrwał skrajnie trudne warunki egzystencji obozowej i doczekał wyzwolenia 29 kwietnia 1945 r.

### Proboszcz parafii Najświętszego Serca Pana Jezusa w Bydgoszczy
Po zakończeniu działań wojennych udał się do Francji i rozpoczął pracę w Polskiej Misji Katolickiej w Mericourt jako duszpasterz wśród Polonii. Tam też 16 lipca 1957 r. obchodził jubileusz 25-lecia kapłaństwa.
Do kraju powrócił 5 kwietnia 1961 r., a do Bydgoszczy 1 czerwca tego roku, obejmując obowiązki wikariusza adiutora przy kościele Najświętszego Serca Pana Jezusa. Już w lipcu 1961 r., po śmierci ks. Jana Konopczyńskiego, został mianowany substytutem tegoż kościoła, a 11 listopada 1961 r. – proboszczem parafii Najświętszego Serca Pana Jezusa.
Okres posługi ks. Majchrzaka jako proboszcza parafii Najświętszego Serca Pana Jezusa w Bydgoszczy przypadł na czasy programowej ateizacji społeczeństwa polskiego przez władze PRL. W 1964 lokalne władze administracyjne dokonały konfiskaty części nieruchomości należących do kościoła przy pl. Piastowskim 5. Pomimo tego nie zabrakło mu pogody i gościnności, miał wielu przyjaciół. Cechowała go pracowitość i gorliwość w wypełnianiu obowiązków duszpasterskich. Był człowiekiem taktownym i wyrozumiałym, chętnie służył pomocą i radą zarówno parafianom, jak i współpracownikom – kapłanom. Działalność duszpasterską łączył z rozmaitymi pracami remontowo-budowlanymi: naprawiono dach kościoła, usprawniono centralne ogrzewanie, naprawiono płot cmentarza. Przez wiele lat zabiegał o zezwolenie na budowę domu katechetycznego, które uzyskał dopiero w 1981 r.
Obowiązki proboszcza łączył z funkcją wicedziekana dekanatu bydgoskiego I (1963–1971), a potem – dziekana (1971–1983). Papież Jan XXIII obdarzył go godnością kapelana Jego Świątobliwości (1962).
W 1982 r. obchodził w parafii złoty jubileusz kapłaństwa, po czym przeszedł w stan spoczynku. Pozostał w Bydgoszczy i mieszkał przy ulicy Tucholskiej. W chwilach wolnych był zwolennikiem wszelkiego rodzaju turystyki. Jego pasją były pielgrzymki, wycieczki i podróże.
Zmarł 27 sierpnia 1983 r. w Bydgoszczy. Pochowano go na cmentarzu Najświętszego Serca Jezusa przy ulicy Ludwikowo.